# Washington Township (comté de Franklin, Missouri)
Pour les articles homonymes, voir Washington Township.
Washington Township est un township du comté de Franklin dans le Missouri, aux États-Unis,.
Le township est baptisé en référence à la ville de Washington.

## Source de la traduction
- (en) Cet article est partiellement ou en totalité issu de l’article de Wikipédia en anglais intitulé « Washington Township, Franklin County, Missouri » (voir la liste des auteurs).